# Campionati europei di nuoto in vasca corta 2011 - 800 metri stile libero femminili
La gara degli 800 metri stile libero femminili degli europei di Stettino 2011 si è svolta il 9 dicembre  2011. La gara si è disputata in un turno unico in due batterie, quella lenta (con i tempi di accesso più alti) si è svolta nella mattina, mentre quella veloce nel pomeriggio.

## Medaglie
| Posizione | Atleta               | Paese     |
| --------- | -------------------- | --------- |
| Oro       | Lotte Friis          | Danimarca |
| Argento   | Erika Villaécija     | Spagna    |
| Bronzo    | Melanie Costa Schmid | Spagna    |

## Risultati
| Pos. | Atleta                   | Nazionalità   | Tempo   | Batteria | Corsia | Note |
| ---- | ------------------------ | ------------- | ------- | -------- | ------ | ---- |
| 1    | Lotte Friis              | Danimarca     | 8'07”53 | 2        | 5      |      |
| 2    | Erika Villaécija         | Spagna        | 8'12”23 | 2        | 4      |      |
| 3    | Melanie Costa Schmid     | Spagna        | 8'16”28 | 2        | 7      |      |
| 4    | Grainne Murphy           | Irlanda       | 8'19”39 | 2        | 3      |      |
| 5    | Eleanor Faulkner         | Gran Bretagna | 8'20”91 | 2        | 2      |      |
| 6    | Isabelle Härle           | Germania      | 8'25”14 | 2        | 9      |      |
| 7    | Martina Rita Caramignoli | Italia        | 8'26”54 | 2        | 1      |      |
| 8    | Tjaša Oder               | Slovenia      | 8'27”97 | 2        | 0      |      |
| 9    | Elena Sokolova           | Russia        | 8'28”11 | 2        | 8      |      |
| 10   | Martina De Memme         | Italia        | 8'28”81 | 2        | 6      |      |
| 11   | Julia Hassler            | Liechtenstein | 8'29”53 | 1        | 5      |      |
| 12   | Anne Bochmann            | Gran Bretagna | 8'29”86 | 1        | 0      |      |
| 13   | Donata Kiljanska         | Polonia       | 8'33”48 | 1        | 4      |      |
| 14   | Aleksandra Bernat        | Polonia       | 8'36”23 | 1        | 6      |      |
| 15   | Clare Dawson             | Irlanda       | 8'36”90 | 1        | 3      |      |
| 16   | Tamara Miler             | Slovenia      | 8'39”94 | 1        | 7      |      |
| 17   | Judith Stap              | Paesi Bassi   | 8'40”11 | 1        | 1      |      |
| 18   | Nikol Koshedzhiyska      | Bulgaria      | 9'04”81 | 1        | 8      |      |
| -    | Patricia Aschan          | Finlandia     | -       | 1        | 2      | DNF  |
| -    | Nina Dittrich            | Austria       | -       | 1        | 9      | DNS  |